# Stereodon turgescens
Stereodon turgescens là một loài Rêu trong họ Hypnaceae. Loài này được (T. Jensen) Mitt. mô tả khoa học đầu tiên năm 1864.